# Synodus intermedius
Synodus intermedius är en fiskart som först beskrevs av Johann Baptist von Spix och Louis Agassiz 1829.  Synodus intermedius ingår i släktet Synodus och familjen Synodontidae. Inga underarter finns listade i Catalogue of Life.